# Eduardo Benes de Sales Rodrigues
Eduardo Benes de Sales Rodrigues (Bias Fortes, 25 de junho de 1941) é um bispo católico brasileiro. É arcebispo emérito de Sorocaba.

## Biografia
Fez o curso primário em Bias Fortes. Por seis anos cursou o Seminário Menor Santo Antônio em Juiz de Fora. Fez os estudos filosóficos e o primeiro ano de teologia no Seminário de Mariana, completando-a na Faculdade Nossa Senhora da Assunção, em São Paulo.
Foi ordenado sacerdote no dia 13 de dezembro de 1964, na Catedral Santo Antônio de Juiz de Fora. Obteve licenciatura em filosofia pela Faculdade Dom Bosco de São João del-Rei. Frequentou o Instituto Superior de Pastoral Catequética no Rio de Janeiro e a Pontifícia Universidade Gregoriana em Roma, onde fez curso de atualização teológica.
Em suas funções presbiterais, Dom Eduardo foi vigário paroquial da Catedral de Juiz de Fora, de 1965 a 1971; coordenador de catequese e da pastoral arquidiocesana. Professor e diretor dos estudos filosóficos e teológicos no Seminário Santo Antônio, de 1971 a 1979. Professor de teologia dogmática e membro da formação do Seminário, de 1971 a 1995. Reitor do Seminário Arquidiocesano Santo Antônio, de 1985 a 1988. Professor do departamento de ciência da religião da Universidade Federal de Juiz de Fora, onde lecionou antropologia e filosofia da religião. Diretor espiritual do Encontro Emaús e responsável da Escola de dirigentes do Cursillho e animador do cursinho de Igreja. Foi vigário paroquial na Paróquia Nossa Senhora da Conceição de Benfica e vigário paroquial da Paróquia Nossa Senhora Auxiliadora, no Mundo Novo. Desde 1994, foi Vigário Geral da Arquidiocese de Juiz de Fora.

## Episcopado
Foi nomeado pelo Papa João Paulo II, no dia 11 de março de 1998, Bispo titular de Casae Medianae e Auxiliar de Porto Alegre. No dia 10 de janeiro de 2001, foi nomeado bispo da Diocese de Lorena, em São Paulo.  No dia 4 de maio de 2005, foi nomeado pelo Papa Bento XVI, como Arcebispo de Sorocaba, em São Paulo. De 2007 a maio de 2011 foi presidente do Setor Universidades da CNBB.
Aos 25 de junho de 2011 teve seu nome divulgado como membro suplente do Conselho Nacional Pró-Santuário Nacional de Nossa Senhora Aparecida da CNBB. Em 2018 foi nomeado Administrador Apostólico da Diocese de Catanduva.